# Nước dừa

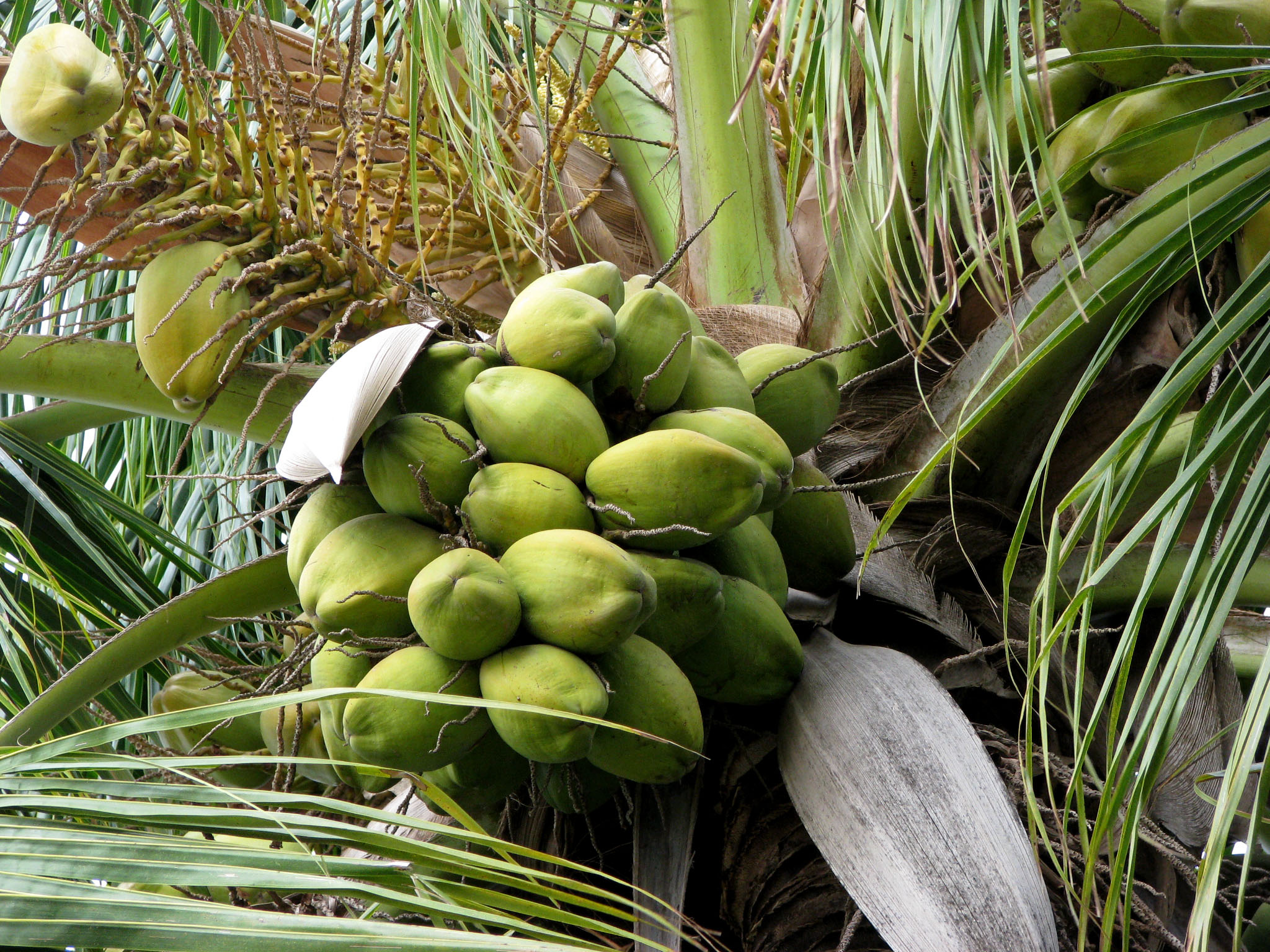
Nước dừa chứa trong quả

Nước dừa là chất lỏng, trong, chứa trong quả dừa. Khi quả dừa già đi, nước dừa được thay thế bởi cùi dừa và không khí. Quả dừa non chứa rất ít cùi dừa, và lớp cùi này mỏng, rất mềm và khá trong. Nước dừa được dùng làm đồ uống phổ biến ở các nước nhiệt đới, đặc biệt là vùng Đông Nam Á, các đảo Thái Bình Dương và Caribe. 
Nước dừa là thức uống tự nhiên không chứa chất béo, ít năng lượng (16,7 kcal/100 g hay 70 kJ/100 g). Tuy nhiên nước dừa chứa nhiều muối khoáng, nước dừa non có thể dùng làm nước điện giải cho trường hợp bị mất nước.
Nước dừa cũng được sử dụng làm dịch truyền tại một số nước khi không có sẵn nước muối y khoa
| Thành phần của nước dừa                                                                      | %      |
| -------------------------------------------------------------------------------------------- | ------ |
| Nước                                                                                         | 95,5   |
| Nitơ                                                                                         | 0,05   |
| Axit phosphoric                                                                              | 0,56   |
| Kali                                                                                         | 0,25   |
| calci oxit                                                                                   | 0,69   |
| Magie oxit                                                                                   | 0,59   |
|                                                                                              | g/100g |
| Sắt                                                                                          | 0,5    |
| Chất khô tổng số                                                                             | 4,71   |
| Đường khửs                                                                                   | 0,80   |
| Đường tổng số                                                                                | 2,08   |
| Tro                                                                                          | 0,62   |
| Nguồn: Pandalai, K. M. (1958). Coconut water and its uses. Coconut Bull. 12, No. 5, 167-173. |        |

## Công dụng
Nước dừa là một thức uống thơm ngon, cytokinin trong nước dừa, sẽ làm đẹp và trắng da, cung cấp nhiều năng lượng thiết yếu cho cơ thể, tăng cường sức đề kháng, giảm cân, tăng cường trao đổi chất, phòng bệnh sỏi thận, chữa một số bệnh thông thường,v.v... Nước dừa được nhiều chị em ưa thích và đặc biệt còn khắc phục được hiện tượng da nhờn hiệu quả.